# Hedotettix lineiferum
Hedotettix lineiferum är en insektsart som först beskrevs av Walker, F. 1871.  Hedotettix lineiferum ingår i släktet Hedotettix och familjen torngräshoppor. Inga underarter finns listade i Catalogue of Life.